# 나쁜 나라
《나쁜 나라》(Cruel State)는 한국에서 제작된 김진열 감독의 2015년 다큐멘터리 영화이다.

## 기타
- 공동연출: 이수정